# Hrádka

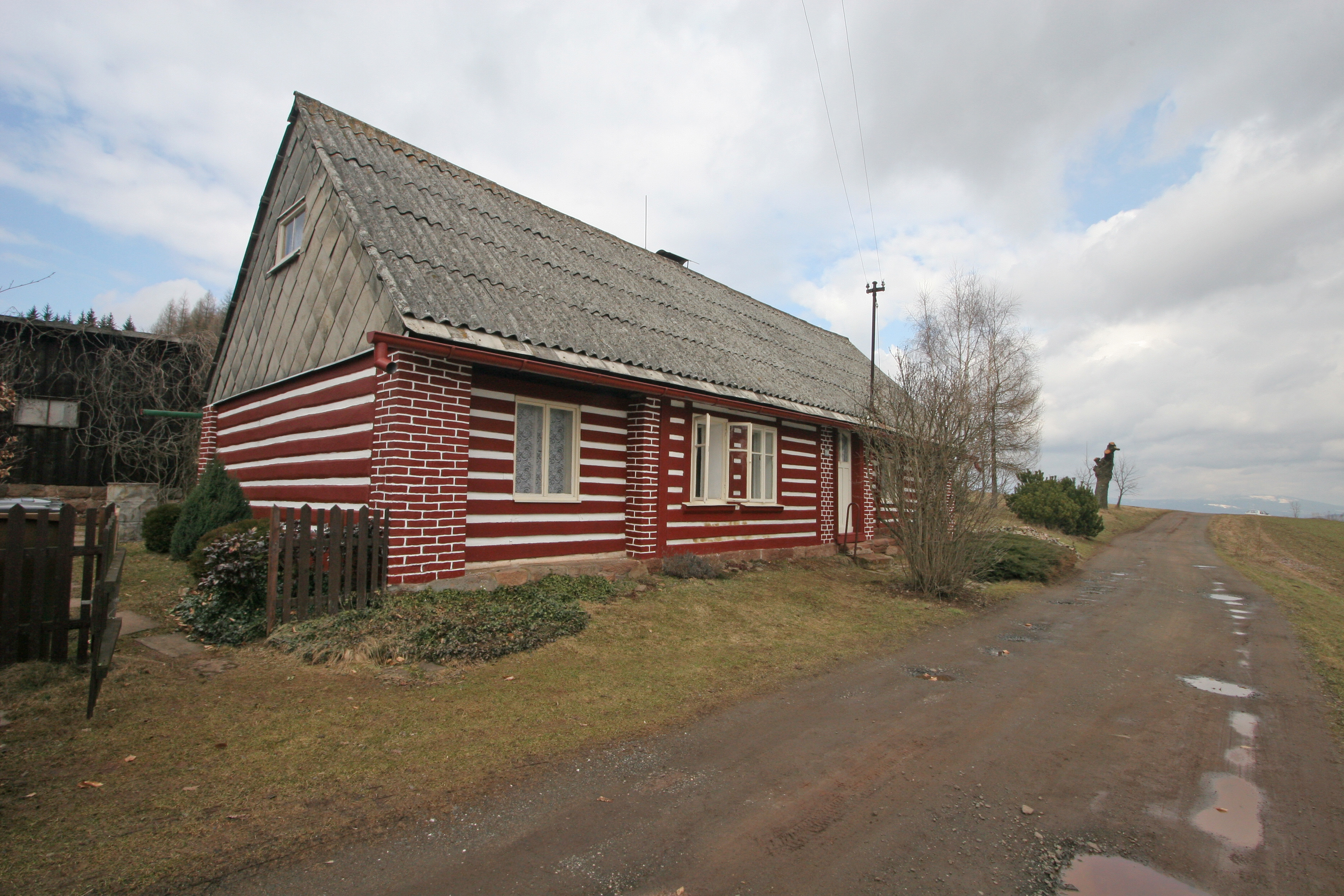
Hrádka čp. 350

Hrádka je rekreační osada nalézající se na zelené turistické značce vedoucí z Košova do Lomnice nad Popelkou. V osadě se nalézá 21 domů využívaných převážně k rekreaci. Tato osada je položena na jižní straně kopce a poskytuje úchvatné výhledy směrem na Jičín a východní část Krkonoš. Přímo na proti osadě se nachází hora Tábor a vzhledem k nadmořské výšce cca 640 m.n. se zde v zimním období nachází více sněhu oproti okolní krajině.